# Авдо Ћук
Авдо Ћук (Босанска Дубица, 7. март 1920 — Чардак (заселак Доње Суваје), код Босанске Крупе, 13. новембар 1943), учесник Народноослободилачке борбе и народни херој Југославије.

## Биографија
Рођен је 7. марта 1920. године у Босанској Дубици. Био је учитељ. Као члан КПЈ активан је од октобра 1941. У НОБ ступио 1941.
У новској партизанској чети учествовао је у акцијама као запажен борац. Крајем септембра 1941. направио је велики подвиг. По задатку Оперативног штаба за Босанску крајину ишао је у Босански Нови за испоруку оружја партизанским јединицама. Нијемци и усташе су примијетили варку. Авдо се једва спасио бјекством.
Авдо одлази у централну Босну и ступа у батаљон са којим пролази многе борбе. Постављен је за политичког комесара батаљона. Послије повратка батаљона из Славоније и Козаре, Ћук одлази у Подгрмеч и постаје политички комесар Осме крајишке ударне бригаде 28. децембра 1942. године. Истакао се у многим борбама на Шатору, Уни и др.
Погинуо је у борби са усташама 13. новембра 1943. на Чардаку (заселак Доње Суваје), код Босанске Крупе. У знак сјећања на њега, омладинска радна бригада 1944. године носила је његово име. По њему је носила име и основна школа у Доњој Суваји, која је имала подручну (четверогодишњу) школу у Горњој Суваји.
Указом Президијума Народне скупштине Федеративне Народне Републике Југославије, 23. јула 1952. године, проглашен је за народног хероја.